# Makaya Nsilulu
 (avril 2025).
Makaya Nsilulu, né le 5 mai 1977 est un footballeur à la retraite originaire de la république démocratique du Congo.
Nsilulu était membre de l'équipe de la RD Congo pour la Coupe d'Afrique des Nations 2000.